# Italo Zingarelli
Italo Zingarelli, noto anche con lo pseudonimo di Ike Zingarmann (Lugo, 15 gennaio 1930 – Roma, 29 aprile 2000), è stato un produttore cinematografico, regista e sceneggiatore italiano.

## Biografia
Entrato nel cinema per la sua prestanza fisica (fu stuntman in Quo vadis), dopo alcuni anni di produzioni cinematografiche del filone mitologico (Le legioni di Cleopatra - 1960, Il gladiatore invincibile - 1961 e I sette gladiatori - 1962) e spaghetti-western (fra i quali Sfida a Rio Bravo - 1964, L'uomo dalla pistola d'oro - 1965 e Un esercito di 5 uomini - 1969), avendo sotto contratto i due attori Bud Spencer e Terence Hill e intuendone la portata comica, produsse Lo chiamavano Trinità... (1970), un copione già più volte rifiutato dagli altri produttori che, invece, cercavano di inserirsi nel filone dei film "alla Sergio Leone". Il film ottenne uno dei maggiori incassi della storia del cinema italiano.
Il successo, inatteso, rese la coppia di attori molto popolare e diede inizio ad una serie, che proseguì con: ...continuavano a chiamarlo Trinità (1971), ...più forte ragazzi! (1972) e Io sto con gli ippopotami (1979), quest'ultimo scritto e diretto dallo stesso Zingarelli. Ritiratosi temporaneamente dal mondo del cinema nel 1972, fondò nel 1973 Rocca delle Macie, azienda vinicola nel Chianti.

## Filmografia

### Produttore
- Night of the Silvery Moon, regia di Donald Taylor (1954)
- Le legioni di Cleopatra, regia di Vittorio Cottafavi (1960)
- Un mandarino per Teo, regia di Mario Mattoli (1960)
- I sette gladiatori, regia di Pedro Lazaga (1962)
- Il gladiatore invincibile, regia di Alberto De Martino (1962)
- Gli invincibili sette, regia di Alberto De Martino (1963)
- Johnny Yuma, regia di Romolo Guerrieri (1966)
- Con la morte alle spalle, regia di Alfonso Balcázar (1967)
- Odio per odio, regia di Domenico Paolella (1967)
- Cuore matto... matto da legare, regia di Mario Amendola (1967)
- Rose rosse per Angelica, regia di Steno (1968)
- La rivoluzione sessuale, regia di Riccardo Ghione (1968)
- Indovina chi viene a merenda?, Marcello Ciorciolini (1968)
- Ciccio perdona... Io no!, Marcello Ciorciolini (1968)
- Un esercito di 5 uomini, regia di Italo Zingarelli (1969)
- Franco e Ciccio... ladro e guardia, regia di Marcello Ciorciolini (1969)
- Franco, Ciccio e il pirata Barbanera, regia di Mario Amendola (1969)
- La stagione dei sensi, regia di Massimo Franciosa (1969)
- Lo chiamavano Trinità..., regia di E.B. Clucher (1970)
- ...continuavano a chiamarlo Trinità, regia di E.B. Clucher (1971)
- Alla ricerca del piacere, regia di Silvio Amadio (1972)
- ...più forte ragazzi!, regia di Giuseppe Colizzi (1972)
- Panama Sugar, regia di Marcello Avallone (1990)
- Trinità & Bambino... e adesso tocca a noi!, regia di E.B. Clucher (1995)

### Regista
- Un esercito di 5 uomini (1969)
- Una prostituta al servizio del pubblico e in regola con le leggi dello stato (1970)
- Io sto con gli ippopotami (1979)

### Sceneggiatore
- I sette gladiatori (1962)
- Sfida a Rio Bravo (1964)
- Una prostituta al servizio del pubblico e in regola con le leggi dello stato (1970)
- Io sto con gli ippopotami (1979)